# Пастеровская пипетка

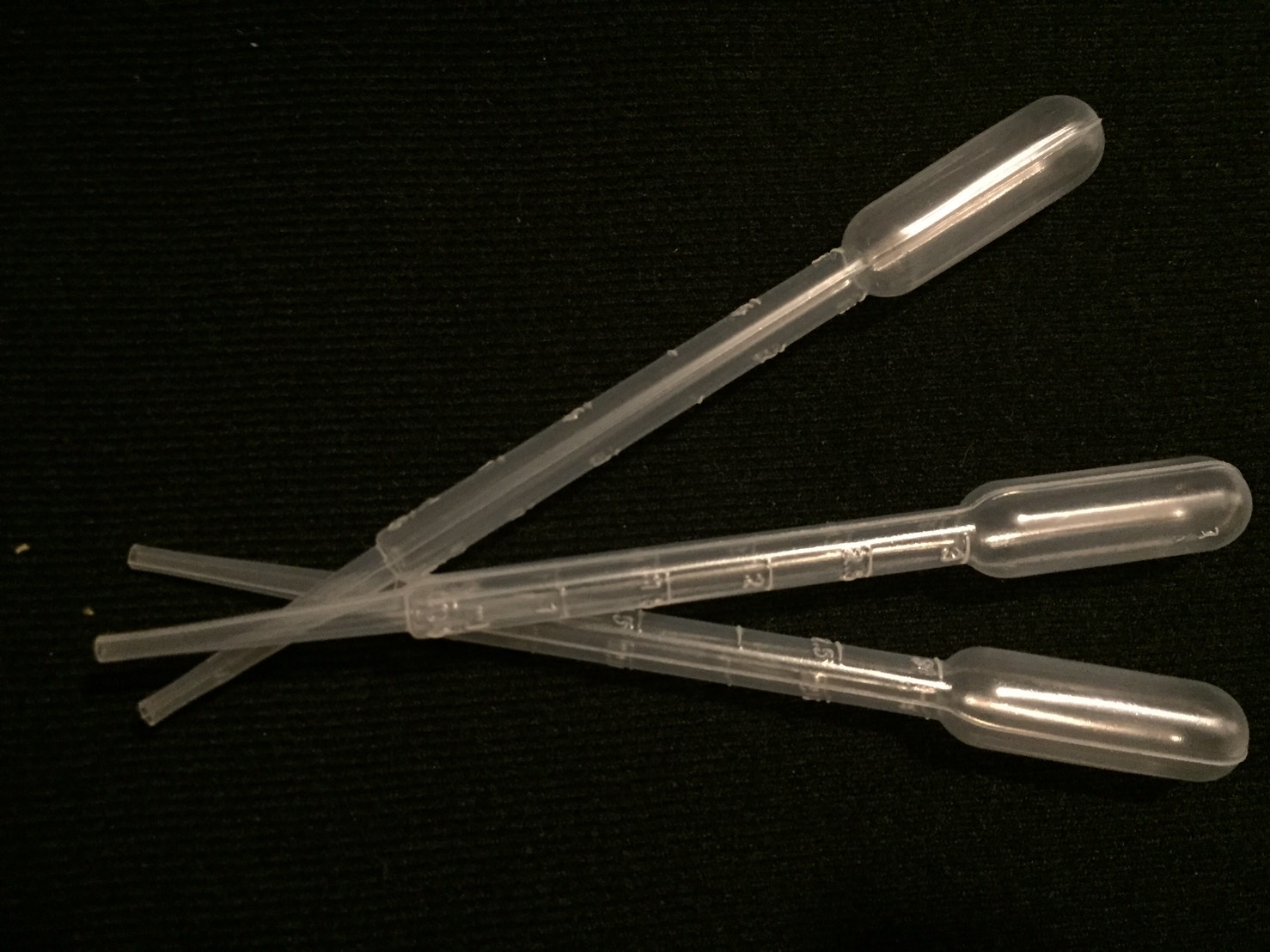

Пастеровская пипетка, или пипетка Пастера, — устройство, применяемое в микробиологии, а также в биотехнологии для производства посева или пересева культур микроорганизмов.
На сегодняшний день используются разовые полимерные пипетки Пастера, удобные и безопасные в обращении, однако это не всегда было так.
Пастеровские пипетки могут быть использованы для решения задач из области химии. Предпочтение отдается стеклянным — они более прозрачны и химически и термически устойчивы, позволяя благодаря своей конструкции забирать раствор маленькими порциями. Ими даже можно произвести фильтрование в малых масштабах, прижимая пипетку ко дну посуды с раствором, содержащим осадок (раствор проникает в пипетку через микрощели).

## Подготовка и работа со стеклянными пипетками Пастера (в микробиологии)
Техника устарела, однако иногда применяется при отсутствии одноразовых пипеток.
Пастеровские пипетки изготовляют из стерильных легкоплавких стеклянных трубочек, которые вытягивают на пламени в виде капилляров. Конец капилляра сразу же запаивают для сохранения стерильности. У пастеровских пипеток широкий конец закрывают ватой, после чего их помещают в специальные пеналы или обертывают бумагой и стерилизуют